# تپه یلفان ۲
تپه یلفان ۲ مربوط به عصر آهن II - III است و در شهرستان همدان، بخش مرکزی، دهستان الوند کوه شرقی، روستای یلفان، ضلع جنوبی دریاچه سد واقع شده و این اثر در تاریخ ۲۳ بهمن ۱۳۸۵ با شمارهٔ ثبت ۱۷۱۴۳ به عنوان یکی از آثار ملی ایران به ثبت رسیده است.